# مايكل لينش (مؤرخ)
ميخائيل لونش (بالإنجليزية: Michael Lynch) هو مؤرخ بريطاني، ولد في 15 يونيو 1946 في أبردين في المملكة المتحدة.